# Ijime, Dame, Zettai
«Ijime, Dame, Zettai» (яп. イジメ、ダメ、ゼッタイ Идзимэ, Дамэ, Дзэттай, что можно перевести как «Нет травле [в школах]!») — сингл японской группы Babymetal. Вышел в Японии 9 января 2013 года. Это дебютный мейджор-сингл группы (то есть первый, который группа издала на мейжор-лейбле).

## История
Премьера заглавной песни состоялась 24 июля 2011 года на концерте группы Sakura Gakuin, а месяц спустя песня была исполнена на фестивале Tokyo Idol Festival. Как пишет Blabbermouth.net, песня «быстро создала вокруг себя шумиху благодаря смеси мелодичного спид-метала, сенсационного текста на тему „Ijime“ (задираний и травли в школах) и тому, что концертное исполнение группы этой песни сопровождалось мошем».
Гитару на «Nemesis-версии» заглавной песни (3-й трек) записал бывший гитарист мелодичной дэт-метал-группы Arch Enemy Кристофер Эмотт.

## Продажи
Сингл был издан в 2013 году. В первую неделю он продался в 19 тысячах экземплярах и дебютировал на 6 позиции недельного чарта компании Oricon (Oricon Weekly Singles Chart).

## Список композиций
Сингл был издан на CD в четырёх версиях: обычной и трёх лимитированных: «I», «D» и «Z».

### Обычное издание (CD)
| №  | Название                                                                          | Длительность |
| -- | --------------------------------------------------------------------------------- | ------------ |
| 1. | «Ijime, Dame, Zettai» (イジメ、ダメ、ゼッタイ)                                    | 6:06         |
| 2. | «Catch me if you can»                                                             | 3:57         |
| 3. | «Ijime, Dame, Zettai» (Air Vocal Ver.) (イジメ、ダメ、ゼッタイ（Air Vocal ver.）) | 6:06         |
| 4. | «Catch me if you can» (Air Vocal ver.)                                            | 3:57         |

### Лимитированные издания «I», «D», «Z» (CD+DVD)
| №  | Название                                                                     | Длительность |
| -- | ---------------------------------------------------------------------------- | ------------ |
| 1. | «Ijime, Dame, Zettai» (イジメ、ダメ、ゼッタイ)                               | 6:06         |
| 2. | «BABYMETAL DEATH»                                                            | 5:48         |
| 3. | «Ijime, Dame, Zettai» (Nemesis Ver.) (イジメ、ダメ、ゼッタイ -Nemesis ver.-) |              |

| №  | Название                                                                    | Длительность |
| -- | --------------------------------------------------------------------------- | ------------ |
| 1. | «Ijime, Dame, Zettai» (Music Video) (イジメ、ダメ、ゼッタイ（Music Video）) | 6:10         |
| 2. | «Ijime, Dame, Zettai» (Making-of) (イジメ、ダメ、ゼッタイ（Making Video）)  |              |

| №  | Название                                        | Длительность |
| -- | ----------------------------------------------- | ------------ |
| 1. | «Doki Doki Morning» (ド・キ・ド・キ☆モーニング) | 3:45         |
| 2. | «Iine!» (いいね!)                               | 4:10         |

| №  | Название                                         | Длительность |
| -- | ------------------------------------------------ | ------------ |
| 1. | «Head Bangya!!» (ヘドバンギャー!!)               | 4:02         |
| 2. | «Uki Uki Midnight» (ウ・キ・ウ・キ★ミッドナイト) | 3:20         |

## Чарты
| Чарты (2013)                               | Высшая позиция |
| ------------------------------------------ | -------------- |
| Япония (Oricon Daily Singles Chart)        | 5              |
| Япония (Oricon Weekly Singles Chart)       | 6              |
| Япония (Billboard Japan Hot 100)           | 14             |
| Япония (Billboard Japan Hot Top Airplay)   | 46             |
| Япония (Billboard Japan Hot Singles Sales) | 5              |